# Archives microfilmées de la presse de langue allemande
Archives microfilmées de la presse de langue allemande (Mikrofilmarchiv der deutschsprachigen Presse, abrégé MFA) est le nom d'une association qui a été fondée en 1965 avec l'intention d'archiver la presse écrite, en particulier les quotidiens, sous forme microfilmée. Son siège se trouve à Dortmund. Elle collabore étroitement avec l'Institut de Recherche de Journaux à Dortmund.